# Plaza del Marqués de Salamanca
La plaza del Marqués de Salamanca se encuentra en la confluencia de las calles Ortega y Gasset y Príncipe de Vergara, en Madrid. Es la única plaza que tiene el barrio de Salamanca.
Inicialmente, en 1904, recibió el nombre de plaza de Salamanca, pero en 1944 recibió el nombre completo de plaza del Marqués de Salamanca para que no fuera confundida con la provincia de igual denominación. Está dedicada al malagueño José Salamanca (1814-1883), marqués de Salamanca y constructor del barrio que lleva su nombre.
En el centro de la plaza se levanta la estatua del marqués de Salamanca, realizada en 1903 por Jerónimo Suñol. También se encuentra en esta plaza la sede del antiguo Instituto Nacional de Industria (INI), hoy sede central del Ministerio de Asuntos Exteriores.